# Мадемуазель О. (фильм)
«Мадемуазель О.» (фр. Mademoiselle O) — художественный телефильм франко-российского производства, экранизация автобиографического рассказа Владимира Набокова о своей гувернантке «Мадемуазель О.» (1936).

## Сюжет
История начинается во время революционных потрясений, в 1905 году, когда в семье Набоковых появляется гувернантка-франкошвейцарка из Лозанны «Мадемуазель О», призванная воспитывать малолетних Набоковых и обучать их французскому языку и литературе. Сначала маленький Володя и его брат Сергей её невзлюбили. Сложные отношения строптивого и довольно избалованного Володи и одинокой и строгой женщины постепенно меняются. В конце концов Мадемуазель возвращается к себе домой в Швейцарию, о чём оба брата сильно сожалеют.
Спустя много лет, в 1930 году, эмигрировавший из России Владимир Набоков встречается в Монтрё с постаревшей «Мадемуазель О».

## В ролях
- Маите Наир[фр.] — Мадемуазель О, гувернантка
- Александр Баргман — молодой Владимир Набоков
- Антон Минашкин — юный Володя Набоков
- Григорий Хаустов — Сергей, его младший брат.
- Елена Сафонова — мать
- Александр Арбат — отец
- Сергей Бехтерев — Ленский
- Ольга Волкова

## Съёмочная группа
- Автор сценария:
- Режиссёр: Жером Фулон[фр.]
- Оператор: Валерий Мартынов
- Композитор: Исаак Шварц
- Художник: Михаил Суздалов

## Отклики
По мнению ряда критиков, фильм отчасти является данью памяти Сергею Набокову. Его образ сопоставляется с образом «мадемуазель»-гувернантки: спустя много лет автор испытывает перед обоими чувство вины и сожаления. В фильме Сергей показан добрым и привязчивым мальчиком младше Владимира, в резком контрасте с холодным и отстранённым старшим братом.